# 夏侯令女

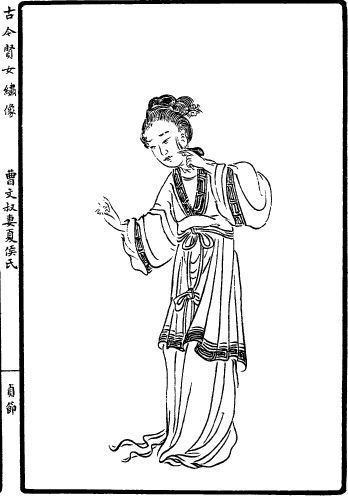
《古今贤女绣像》

夏侯令女 （？年—？年），名令女或字令女，曹魏譙郡夏侯文寧之女，曹文叔之妻。

## 生平

### 斷髮截耳
夏侯令女的丈夫曹文叔（曹爽從弟）早死，到了喪服期滿，令女因沒有兒女，擔心其家人讓她改嫁，於是剪斷頭髮決心守節。後其父果然勸她改嫁，令女得知後，她以割去雙耳堅決表明不嫁。文叔死後令女平時依靠曹爽。

### 割鼻明志
曹爽被誅後，曹氏後嗣已斷，令女其叔父上書與曹氏絕婚，強迫令女回家，當時令女父為梁相，憐其年少執義，因曹氏已無人，又要令女改嫁，使人暗示令女，令女哭泣道：“吾亦惟之，許之是也。”家人以為有所轉機，對她的防備也就開始鬆懈，不料令女又用刀自己割斷了鼻子，蒙被而睡，其母叫她她都不應，掀被後，只見滿床血漬，全家皆不安，有人勸她說：“人生在世，就如同輕輕的灰塵棲息在柔弱的草上而已，妳丈夫家人已被殺盡，守著有甚麼意思呢？”令女回答：“我曾聽說有仁人之心的人不會因為盛衰而改變志節，義士也不會因存亡而改變心志。曹家興盛之時，我尚要守節，何況如今衰亡了，我怎麼能拋棄它？我豈能做出那種忘恩負義的禽獸行為？”
司馬懿聽說她的行為後，稱讚她的賢德，准許她乞子撫養作為曹家的後代。

## 評價
- 羅貫中：後人有詩曰：“弱草微塵盡達觀，夏侯有女義如山。丈夫不及裙釵節，自顧鬚眉亦汗顏。”《三國演義·第百零七回》
- 李贄：“賢哉婦也！”《匯評三國志演義》
- 李漁：“夏侯女辭父以節，而同此決烈之言。不意當日有此奇女子也。”《匯評三國志演義》
- 鍾惺：“此婦有烈丈夫行。”《匯評三國志演義》
- 柏楊：“夏侯女士堅貞壯烈的行為，懷著何等高尚的情操，上驚天地，下泣鬼神。然而，一個婦女，為了自主，竟要付出如此可怖的代價，不禁一哭。為她的堅強哭，也為傳統文化中，佔中國人口一半的婦女們的命運哭。” [6]